# Mine de Copper Mountain
 (mars 2025).
La mine de Copper Mountain est une mine à ciel ouvert et souterraine de cuivre située en Colombie-Britannique au Canada. Elle a été plusieurs fois arrêtée, puis rouverte. Elle a ouvert pour la dernière fois en 2011. Elle a été exploitée de manière souterraine de 1923 à 1957.

Carte géologique du secteur de Copper Mountain en 1906.